# 黄金中央
黄金中央（こがねちゅうおう）は北海道恵庭市の地名。郵便番号は061-1449。人口は2,044人、世帯数は1,159世帯。

## 地理
黄金地区の地区計画によって造成された地域で、国道36号（恵庭バイパス）の南側に位置している。黄金中央内には黄金学園通、戸磯黄金通、黄金中島通が通っている。

## 歴史

### 沿革
- 2007年（平成19年）- 黄金町から黄金中央に町名地番変更[5]。

### 町名の変遷
町名の変遷は以下の通り。
| 実施内容     | 実施年月日    | 実施前 | 実施後   |
| ------------ | ------------- | ------ | -------- |
| 町名地番変更 | 2007年6月16日 | 黄金町 | 黄金中央 |

## 人口と世帯数
2023年9月30日現在の人口と世帯数は以下の通り。
| 町・丁        | 人口    | 世帯      |
| ------------- | ------- | --------- |
| 黄金中央1丁目 | 581人   | 329世帯   |
| 黄金中央2丁目 | 337人   | 207世帯   |
| 黄金中央3丁目 | 672人   | 362世帯   |
| 黄金中央4丁目 | 454人   | 261世帯   |
| 黄金中央5丁目 | 0人     | 0世帯     |
| 計            | 2,044人 | 1,159世帯 |

### 人口の変遷
国勢調査による人口数の推移。
| 2010年（平成22年） | 1,948人 | [ 6 ] |  |
| 2015年（平成27年） | 2,161人 | [ 7 ] |  |
| 2020年（令和2年）  | 2,253人 | [ 8 ] |  |

### 世帯数の変遷
国勢調査による世帯数の推移。
| 2010年（平成22年） | 982世帯   | [ 6 ] |  |
| 2015年（平成27年） | 1,188世帯 | [ 7 ] |  |
| 2020年（令和2年）  | 1,270世帯 | [ 8 ] |  |

## 小・中学校の通学区
小・中学校の通学区は以下の通り。
| 町・丁   | 街区 | 小学校             | 中学校             |
| -------- | ---- | ------------------ | ------------------ |
| 黄金中央 | 全域 | 恵庭市立恵庭小学校 | 恵庭市立恵明中学校 |

## 交通

### 鉄道
- 最寄りはJR千歳線恵庭駅

### バス
- えにわコミュニティバス（ecoバス）
  - 「文教大学」・「JR恵庭駅東口」停留所がある[10]。

### 道路
- 一般国道
  - 国道36号（恵庭バイパス）[11]
- 都市計画道路
  - 3・3・129 黄金学園通[11]
  - 3・4・112 戸磯黄金通[11]
  - 3・4・123 団地中央通[11]
  - 3・4・127 黄金中島通[11]

## 施設
文化
- 恵庭市総合体育館（黄金中央5丁目）

教育
- 北海道文教大学（黄金中央5丁目）
- 北海道文教大学附属高等学校（黄金中央5丁目）

公園
- こがね公園（黄金中央2丁目）
- いくみ公園
- 恵庭ふるさと公園（黄金中央4丁目）

福祉医療
- えにわ病院（黄金中央2丁目）

産業・商業
- えにわステーションホテル（黄金中央2丁目）
- ローソン 恵庭黄金中央店（黄金中央3丁目）
- セイコーマート しろ店（黄金中央4丁目）

遺跡
- カリンバ遺跡（黄金中央5丁目）